# Sistotremastrum
Sistotremastrum — рід грибів родини Hydnodontaceae. Назва вперше опублікована 1958 року.